# LG Optimus series

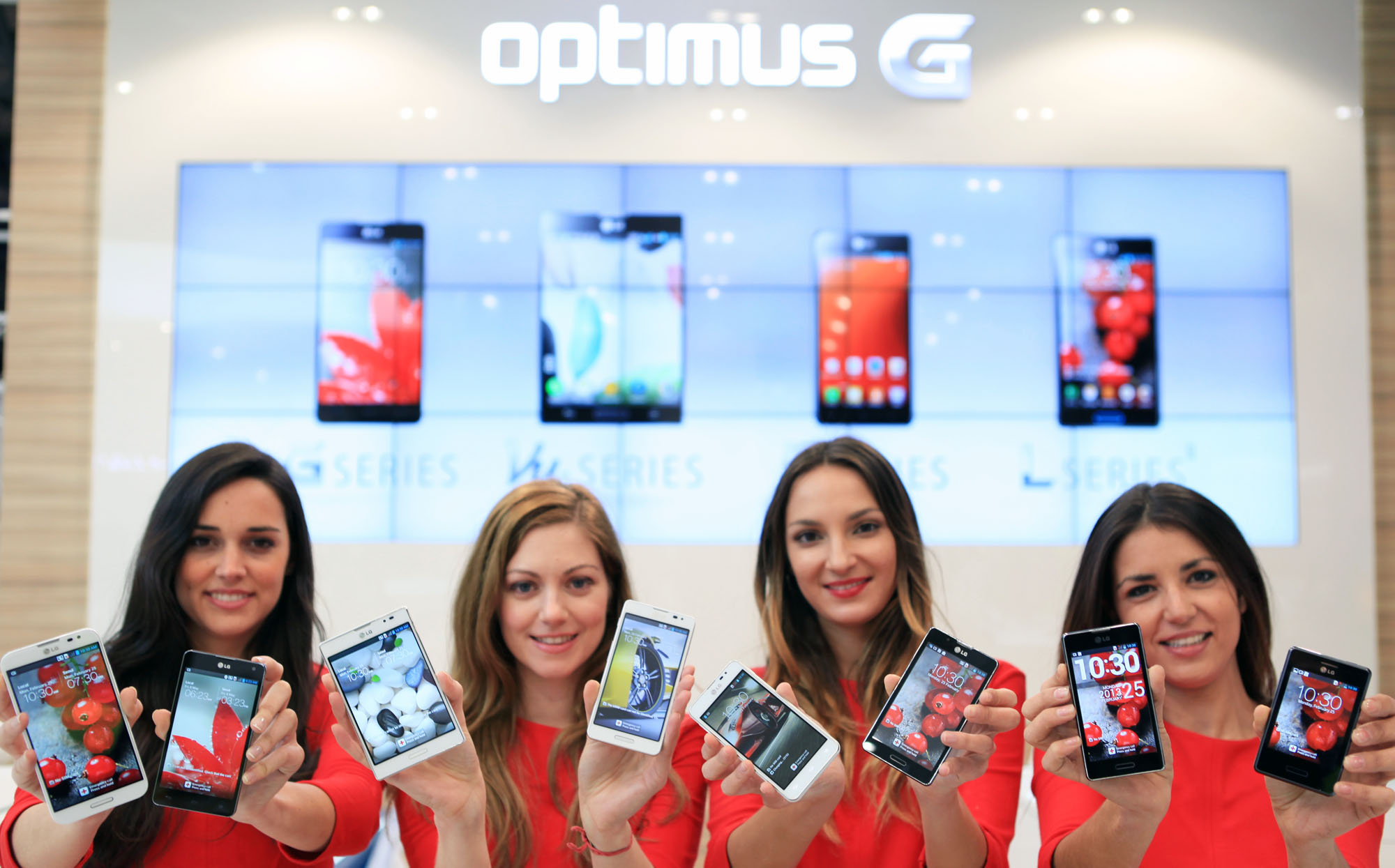
LG Optimus tại Triển lãm di động toàn cầu 2013 ở Barcelona

Dòng LG Optimus (LG Optimus series) là dòng điện thoại thông minh và máy tính bảng do LG Electronics sản xuất. Các thiết bị này chạy cả hệ điều hành Android và Windows Phone 7.

## Android
- LG Optimus, còn gọi là LG Optimus GT540, LG Loop, hay LG Swift
- LG Optimus Q, còn gọi là LG LU2300
- LG Optimus Pad, máy tính bảng phát hành vào tháng 5 năm 2011 
  - LG Optimus Pad LTE, phiên bản LTE của LG Optimus Pad, phát hành tháng 1 năm 2012 ở Hàn Quốc
- LG Optimus 2X, điện thoại thông minh hai nhân đầu tiên trong dòng, phát hành tháng 2 năm 2011
  - LG Optimus 4X HD, phiên bản bốn nhân của LG Optimus 2X, phát hành tháng 10 năm 2012
- LG Optimus 3D, phát hành tháng 7 năm 2011
  - LG Optimus 3D Max, thiết bị kế nhiệm, công bố ở Triển lãm di động toàn cầu 2012
- LG Optimus M
  - LG Oprimus Me
- LG Optimus Zip, phát hành bởi Verizon Wireless vào ngày 22 tháng 9 năm 2011
- LG Optimus Slider, phát hành bởi Virgin Mobile USA vào ngày 17 tháng 10 năm 2011.
- LG Optimus LTE (còn gọi là LG Optimus True HD LTE), phát hành vào tháng 12 năm 2011
  - LG Optimus LTE 2 được công bố vào tháng 5 năm 2012, với bộ nhớ RAM 2 GB
- LG Optimus Vu, được công bố vào tháng 2 và phát hành vào tháng 3 năm 2012
- LG Optimus G, điện thoại chủ lực năm 2012 của LG, phát hành vào tháng 11 năm 2012
  - LG Optimus G Pro, biến thể màn hình lớn của Optimus G, với màn hình 1080p; phát hành vào tháng 3 năm 2013 ở Nhật và Hàn Quốc, và tháng 5 năm 2013 ở Hoa Kỳ

### Optimus L
LG Optimus L là dòng Android con được ra mắt vào năm 2012. Nó bao gồm:

#### Dòng thứ hai

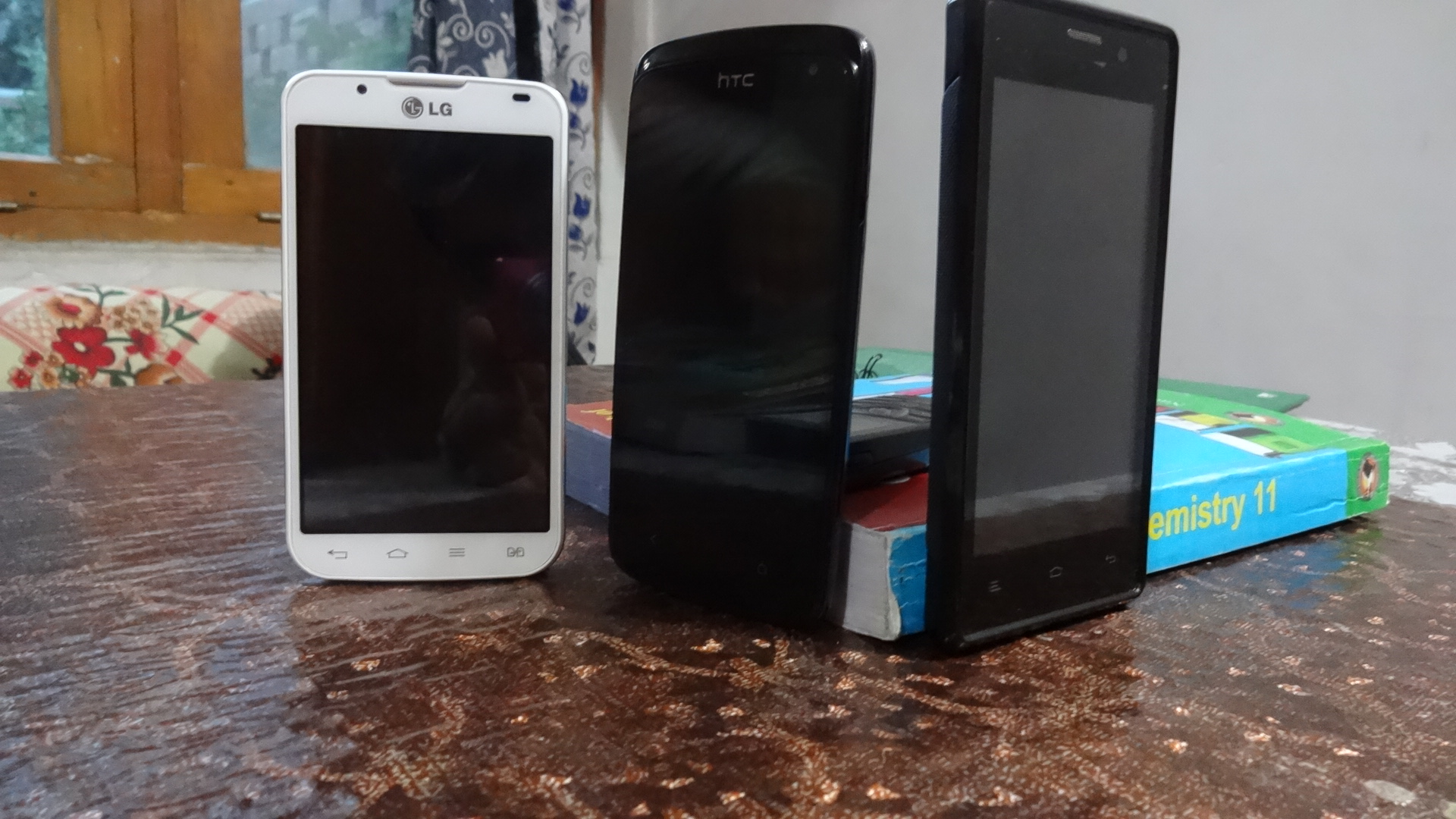
LG Optimus L7 II (P715) bên cạnh HTC Desire 500 và Qmobile Noir A500

### Optimus Vu
Đây là dòng điện thoại độc đáo với tỉ lệ màn hình 4:3 vuông vức. Có tổng cộng 3 thế hệ.
- Vu
- Vu II
- Vu 3